# Microfitobentos
Microfitobentos é um termo usado para designar as algas unicelulares que se encontram aderidas à superfície dos substratos inertes em ambiente aquático. Nesta denominação se enquadram as microalgas, tais como  as diatomáceas e os dinoflagelados. O microfitobentos, associado a outros microorganismos como as bactérias, formam o chamado biofilme, que apesar de invisível, é essencial nas interacções ecológicas de ecossistemas marinhos, servindo como alimento para muitos invertebrados.